# Pathé Records
Pathé Records fue una compañía discográfica internacional con sede en Francia, fabricante de fonógrafos y propietaria del sello del mismo nombre. Estuvo activa desde la década de 1890 hasta la de 1930.

## Primeros años
El negocio discográfico Pathé fue fundado por los hermanos Charles y Émile Pathé, entonces propietarios de un exitoso bistró en París. A mediados de la década de 1890, comenzaron a vender fonógrafos Edison y Columbia, además de los cilindros que utilizaban. Poco después, los hermanos diseñaron y vendieron sus propios fonógrafos, que incorporaron elementos de otras marcas. Más adelante, comenzaron a comercializar cilindros previamente grabados. En 1896, los hermanos Pathé tenían oficinas y estudio de grabación no solo en París, sino también en Londres, Milán y San Petersburgo.

## Cilindros y discos Pathé

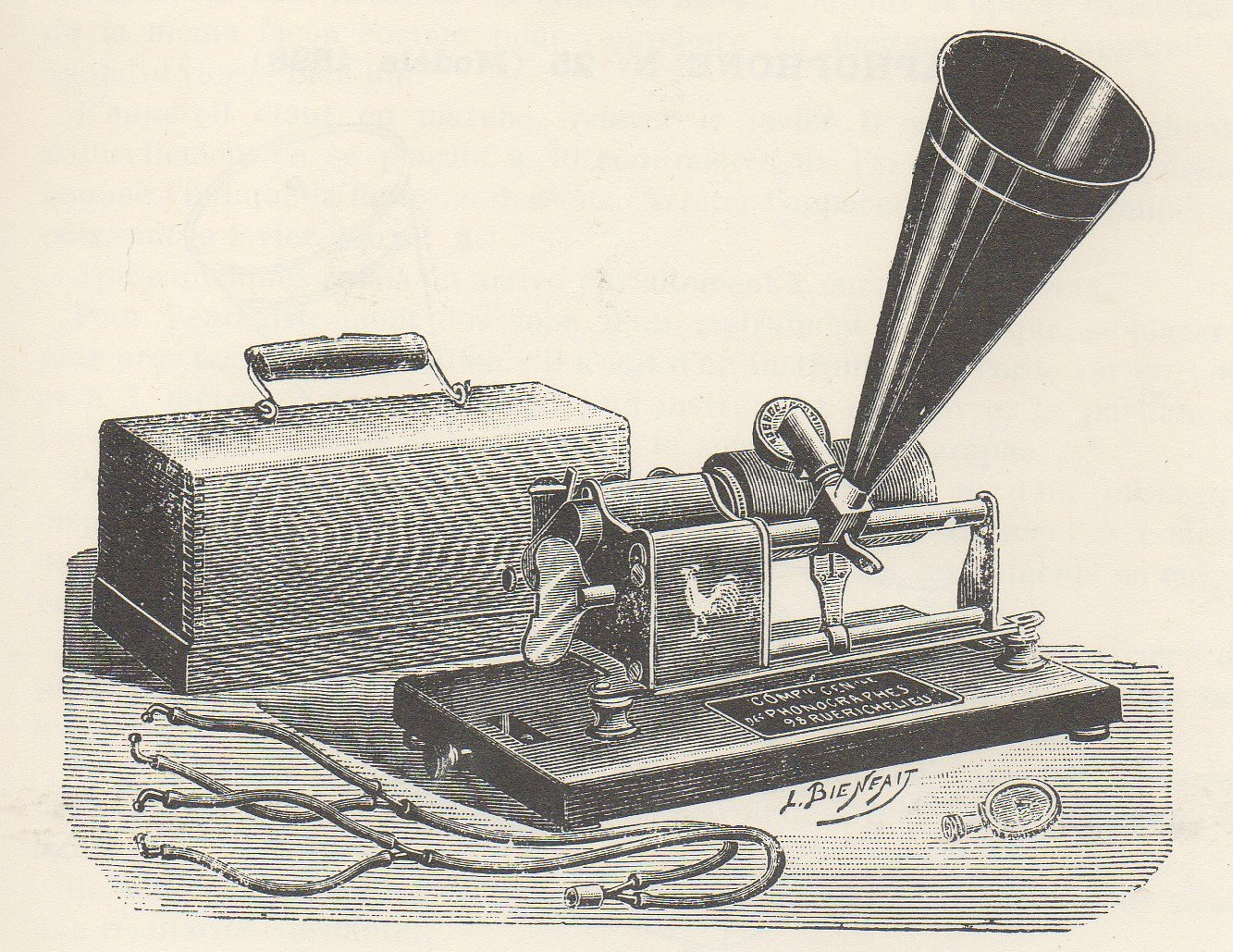
Uno de los primeros fonógrafos de cilindro Pathé de 1898. El diseño imita claramente al modelo "Eagle" de Columbia

En 1894, los hermanos Pathé comenzaron a vender sus propios fonógrafos, introduciéndose en la producción de su propio catálogo de cilindros con grabaciones de todo tipo, actividad que acabó convirtiéndose en uno de los principales negocios de la empresa. Pathé fabricó cilindros para sus fonógrafos hasta aproximadamente 1914. Además de los cilindros de tamaño estándar (de 2+1/4 de pulgada (57,2 mm)), Pathé produjo varios formatos más grandes (los del tipo "Salon" medían 3,5 pulgadas (8,9 cm) de diámetro y los del tipo "Stentor", todavía más grandes, alcanzaban las 5 pulgadas (12,7 cm) de diámetro). Los cilindros del tipo denominado "Le Céleste" (con 5 pulgadas (12,7 cm) de diámetro por 9 pulgadas (22,9 cm) de largo) llegarían a ser los más grandes fabricados por cualquier empresa de fonógrafos.
En 1905 los hermanos Pathé entraron en el entonces pujante campo de los discos fonográficos, para lo que decidieron emplear varias tecnologías inusuales como medidas preventivas contra la infracción de patentes. Al principio vendieron discos de una cara con una grabación en cera sobre una base de cemento, pero en octubre de 1906 comenzaron a producir discos de la manera más habitual, utilizando goma laca. Incluso con este material convencional, los primeros discos de Pathé eran diferentes a los demás. El sonido estaba grabado verticalmente en el surco, en lugar de lado a lado, y el surco era más ancho que en los discos de otras compañías, requiriendo una aguja especial con punta de forma esférica de 0,005 pulgadas (0,1 mm) para poderse reproducir. Los discos giraban a 90 rpm, en lugar de las habituales 75 a 80 rpm. Originalmente, la ranura comenzaba en el interior, cerca del centro del disco, y giraba en espiral hacia el borde. En 1916, Pathé cambió al formato habitual con el inicio la espiral en el borde, una velocidad más cercana a la normal de 80 rpm y etiquetas de papel en lugar del texto estampado y relleno de pintura que se usaba anteriormente. Los discos Pathé se producían comúnmente con diámetros de 10 pulgadas (25 cm), 10 1⁄2 pulgadas (27 cm) y 11 1⁄2 pulgadas (29 cm). También se fabricaron discos de 6 1⁄2 (17 cm), 8 pulgadas (21 cm) y 14 pulgadas (35 cm), al igual que discos muy grandes de 20 pulgadas (50 cm), que se reproducían a 120 rpm. Debido a su fragilidad, dificultad de manejo y precio mucho más alto, los tamaños más grandes fueron un fracaso comercial y no se produjeron durante mucho tiempo.

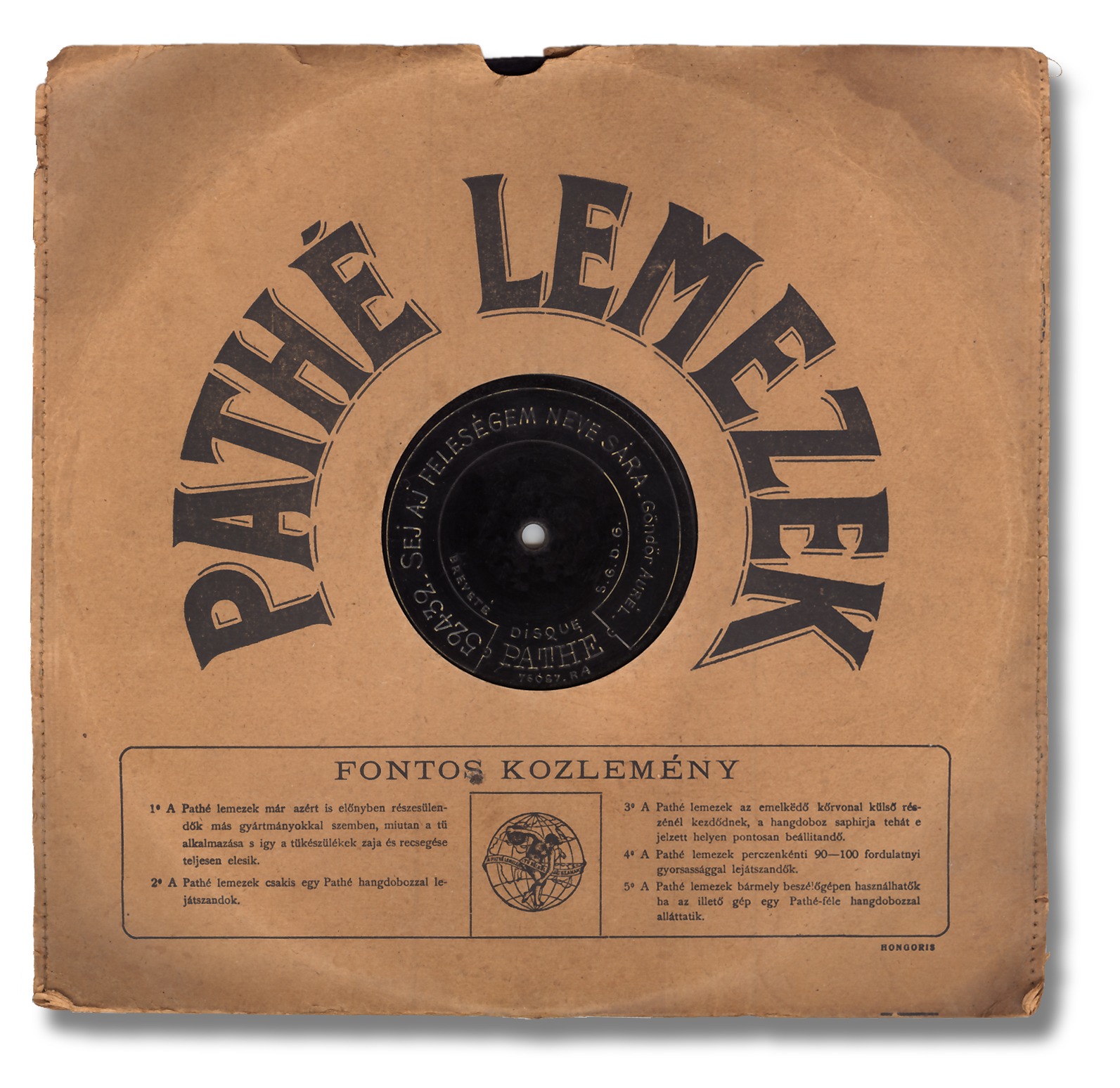
Disco de la Pathé de Hungría

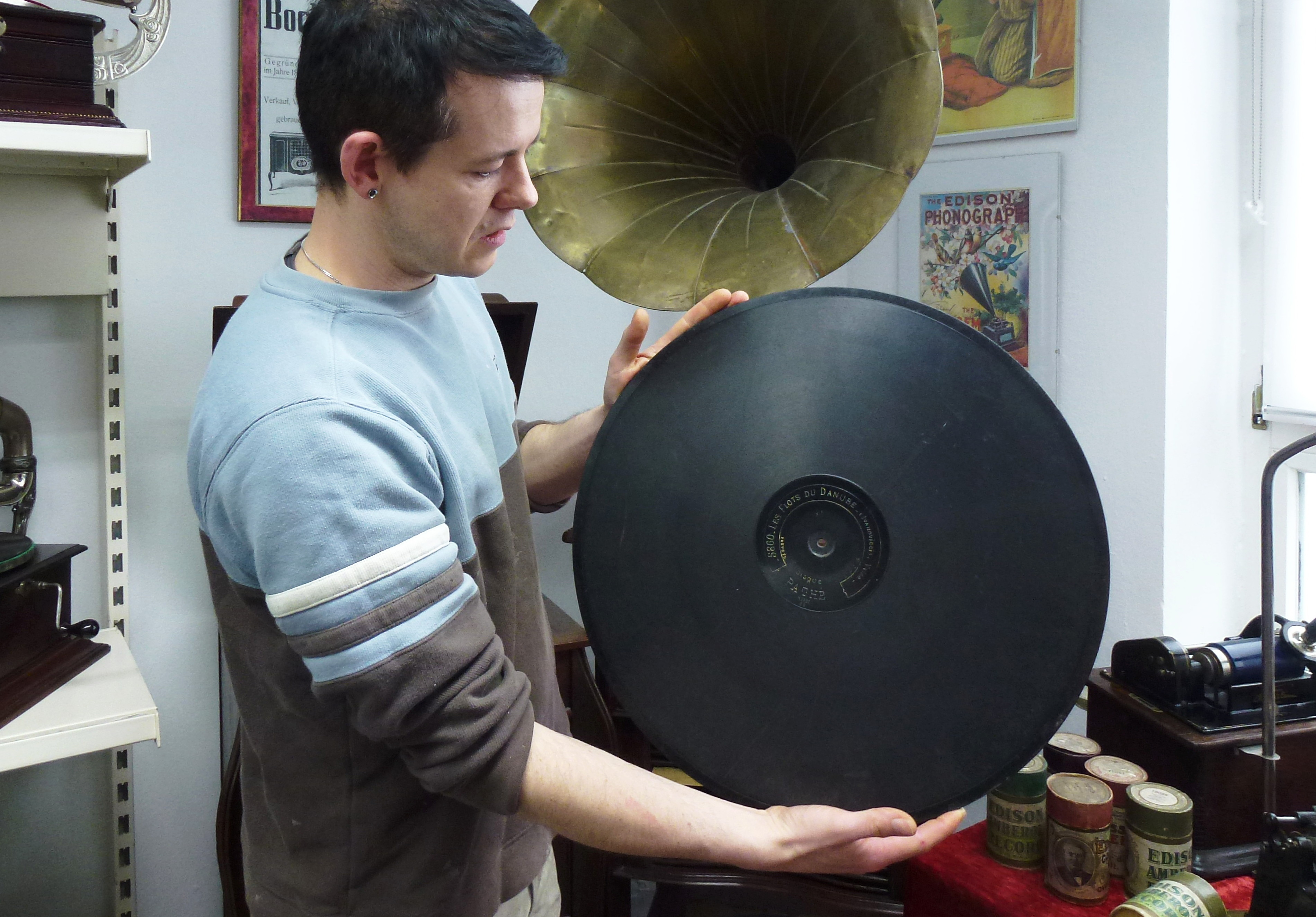
Disco Pathé de 50 cm de diámetro

En Francia, Pathé se convirtió en el distribuidor más grande y exitoso de cilindros y fonógrafos. Sin embargo, no logró avances significativos en mercados extranjeros como el Reino Unido y los Estados Unidos, donde otras marcas ya estaban en uso generalizado. Aunque los cilindros de Pathé nunca fueron populares fuera de Francia, sus discos se vendieron con éxito en muchos países extranjeros como Estados Unidos, Reino Unido, Alemania, Italia y Rusia.
Pathé fue la primera empresa en realizar grabaciones maestras en un medio diferente al producto comercial final. En sus estudios de grabación, los másteres se cortaron en cilindros de cera que medían aproximadamente 13 pulgadas (33,0 cm) de largo y 4,5 pulgadas (11,4 cm) de diámetro, y que giraban muy rápidamente. A partir de 1913, se utilizaron cilindros especiales "Paradis" de aproximadamente 8 pulgadas (20,3 cm) de diámetro y 8,5 pulgadas (21,6 cm) de largo. Los cilindros grandes y de giro muy rápido permitieron un mayor nivel de fidelidad de audio. Los diversos tipos de cilindros y discos Pathé comerciales fueron luego doblados (o "pantografiados") a partir de estos registros maestros. Este proceso de doblaje permitió que las copias de la misma grabación maestra estuvieran disponibles en múltiples formatos. El proceso a veces produjo resultados desiguales en el registro comercial final, lo que provocaba un ruido de fondo pronunciado u otros problemas de audio (este ruido era generalmente indetectable en los fonógrafos acústicos de cuerda de la época, pero se nota en los equipos eléctricos más modernos).
Los discos Pathé cortados verticalmente normalmente requerían un fonógrafo Pathé especial, equipado con una aguja con una esfera de zafiro en la punta. La ventaja de la aguja de bola de zafiro era su permanencia. No había necesidad de cambiar de aguja después de cada cara del disco. Dado que la mayoría de los discos y fonógrafos utilizaban un método de reproducción diferente, se comercializaron varios accesorios que permitían equipar un fonógrafo Pathé para reproducir discos estándar cortados lateralmente. Análogamente, también se vendieron accesorios destinados a que un fonógrafo estándar pudiera reproducir discos Pathé.
En 1920, Pathé introdujo una línea de discos "grabados con aguja", al principio solo para el mercado estadounidense. Eran discos grabados lateralmente diseñados para ser compatibles con los fonógrafos estándar, y estaban etiquetados como "Pathé Actuelle". Al año siguiente, estos discos "grabados con aguja" se introdujeron en el Reino Unido y en unos pocos años se acabaron vendiendo más que los Pathé de grabación vertical, incluso en el continente. Los intentos de comercializar los discos de corte vertical Pathé en el extranjero se abandonaron en 1925, aunque continuaron vendiéndose en Francia hasta 1932.
A mediados de 1922, la compañía introdujo un sello de menor precio con la marca Perfect, que se convertiría en una de las etiquetas de "tienda de diez centavos" más populares y exitosas de la década de 1920, hasta el punto de que perduró hasta 1938, ocho años más que la filial estadounidense de Pathé, que había cerrado sus puertas en 1930.
En enero de 1927, Pathé comenzó a grabar utilizando la nueva tecnología electro-mecánica que incorporaba micrófonos, en contraposición al método de grabación estrictamente acústico-mecánico que utilizaba hasta entonces.
En diciembre de 1928, los activos del fonógrafo francés y británico Pathé se vendieron a la Columbia Graphophone Company británica. En julio de 1929, los activos de la compañía discográfica estadounidense Pathé se fusionaron en la recién formada American Record Corporation. Los sellos y el catálogo Pathé y Pathé-Marconi todavía se conservan, primero en los fondos de EMI y después en manos de su sucesora, Parlophone Records. La división cinematográfica de Pathé aún sobrevive en Francia.